# برایتن (کوئینزلند)
برایتن (به انگلیسی: Brighton) یک حومه شهر در استرالیا است که در کوئینزلند واقع شده‌است.